# Peter Seifert (Architekt)
Peter Seifert (* 1936 in München) ist ein deutscher Architekt und Hochschullehrer.

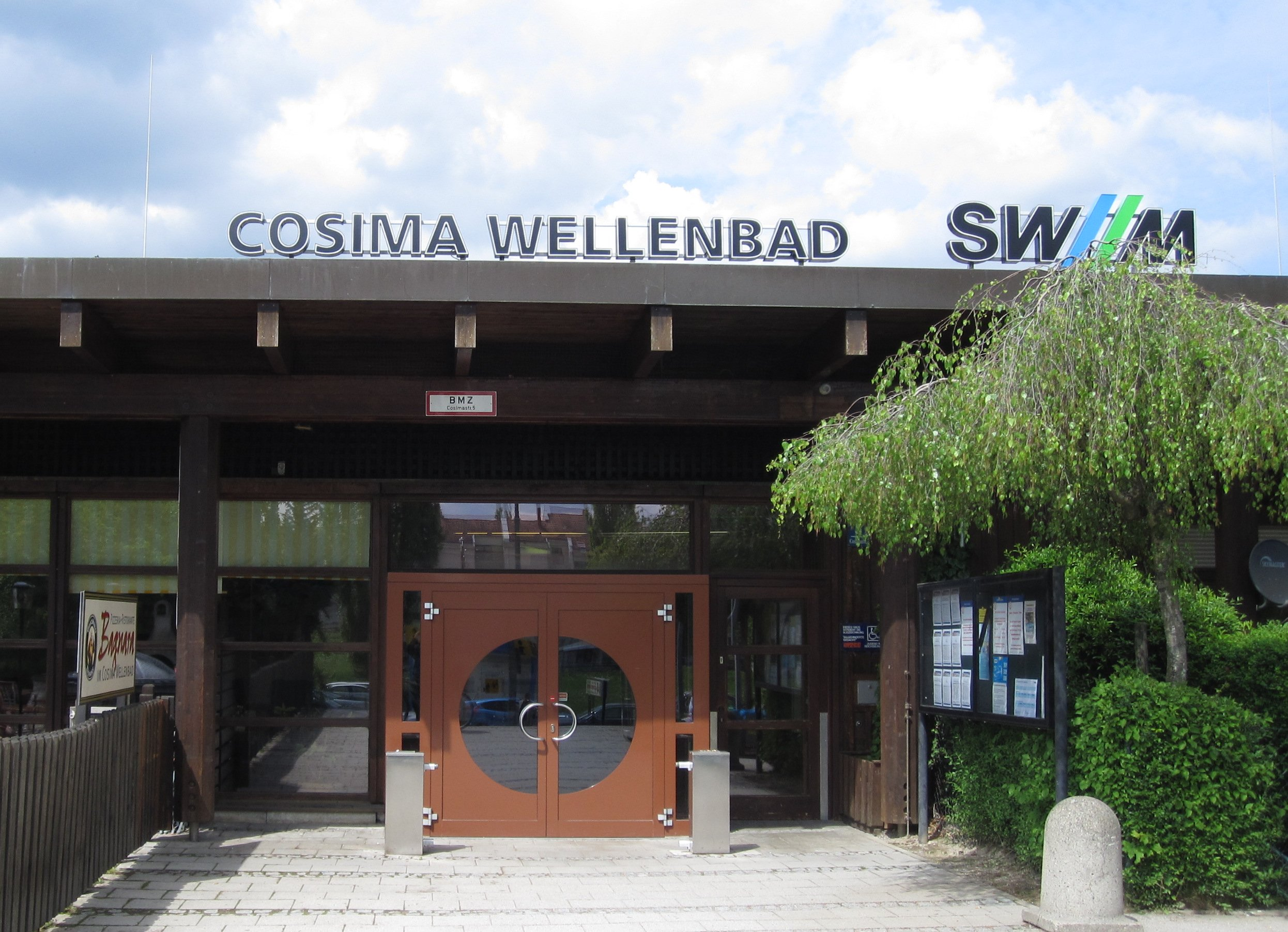
Cosimawellenbad, München-Bogenhausen

## Werdegang
Peter Seifert studierte Architektur an der Staatsbauschule München und diplomierte dort. 1974 gründete er ein eigenes Architekturbüro in München und war von 1982 bis 1984 Vorsitzender des BDA Bayern. Seifert lehrte als Gastprofessor an der University of California in Los Angeles (1981) und als Professor für Hochbaukonstruktion an der Fachhochschule Rosenheim (–2003). Er ist Mitglied im Bund Deutscher Architekten.

## Bauwerke

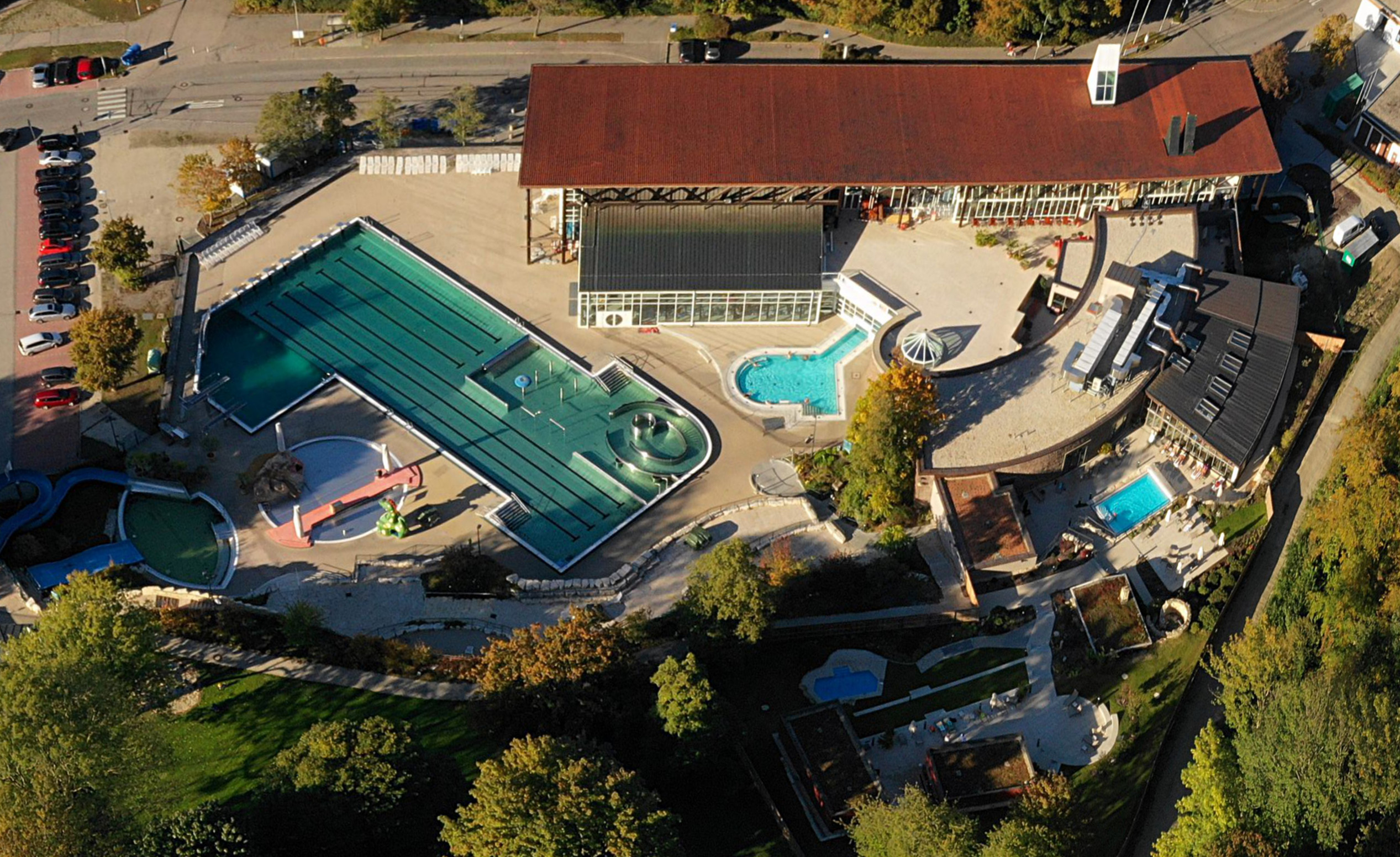
Sport- und Badezentrum Caprima, Dingolfing

- 1969–1972: Hallen- und Freibadzentrum Trimini, Kochel am See mit Walter Blendermann
- 1970–1974: Sport- und Freizeitzentrum Wellenberg, Oberammergau mit Walter Blendermann
- 1973–1977: Sport- und Freizeitzentrum Badria, Wasserburg am Inn mit Walter Blendermann
- 1977–1980: Cosimawellenbad, München-Bogenhausen mit Gottfried Hansjakob
- 1976–1980: Bade- und Freizeitzentrum Badkap, Albstadt-Ebingen mit Dieter Herrschmann
- 1980–1983: Sport- und Badezentrum Caprima, Dingolfing mit Walter Blendermann
- 1982–1984: Dreifach-Sporthalle, Gräfelfing mit Walter Blendermann
- 1986–1989: Sportzentrum, Eichenau mit Landschaftsarchitekt Gottfried Hansjakob
- 1987–1989: Saunahaus Innsola, Kiefersfelden mit H. J. Matthias
- 1987–1990: Sportzentrum, Poing mit Walter Blendermann
- 1987–1990: Erlebnisbereich Wellenberg, Oberammergau mit Walter Blendermann
- 1982, 1990–1991: C.H.Beck – Druckerei, Versand, Hochregallager, Nördlingen
- 1989–1991 Kindergarten, Kiefersfelden mit Landschaftsarchitektin Anna Zeitz
- 1990–1992: Gemeindezentrum Christi Himmelfahrt, München
- 1990–1993: Freibad, Traunstein mit Walter Blendermann
- 1992–1994: Hallenbad Neufun, Neufahrn
- 1994–1996: Hallenbad Innsola, Kiefersfelden mit Anna Zeitz
- 1997–2001: Sonderpädagogisches Förderzentrum, Poing mit Anna Zeitz

## Auszeichnungen und Preise
- 1973: BDA-Preis Bayern für Hallen- und Freibadzentrum Trimini, Kochel am See
- 1979: BDA-Preis Bayern für Sport- und Freizeitzentrum Badria, Wasserburg[4]
- 1981: Anerkennung – Deutscher Architekturpreis für Bade- und Freizeitzentrum Badcap, Albstadt-Ehingen[5]
- 1982: Mies-van-der Rohe-Preis für Bade- und Freizeitzentrum Badcap, Albstadt-Ehingen
- 1982: Deutscher Holzbaupreis für Bade- und Freizeitzentrum Badcap, Albstadt-Ehingen[6]
- 1982: Preis der Ziegelindustrie für Bade- und Freizeitzentrum Badcap, Albstadt-Ehingen
- 1989: BDA-Preis Bayern für Sportzentrum, Eichenau[7]
- 1990: Preis des Deutschen Stahlbaues für Sportzentrum, Eichenau

## Ehemalige Mitarbeiter
- 1972–1975: Sampo Widmann
- 1988–1990: Konrad Deffner[8]